# جينا جين
جينا جين (بالصينية: 金晨) هي ممثلة صينية، ولدت في 5 سبتمبر 1990 في جينان في الصين.

## وصلات خارجية
- جينا جين على موقع IMDb (الإنجليزية)
- جينا جين على موقع قاعدة بيانات الفيلم (الإنجليزية)